# 入谷泰成
入谷 泰成（いりや たいせい、1997年1月25日 - ）は、茨城県取手市出身のハンドボール選手。日本ハンドボールリーグの大崎電気所属。

## 経歴
茨城県立藤代紫水高等学校時代は2014年に第6回男子ユースアジア選手権の日本代表U-19に選出。
高校卒業後は日本体育大学へ進学。2018年の関東学生ハンドボール・秋季リーグでは特別賞を受賞した。
2019年に日本ハンドボールリーグの大崎電気へ加入。開幕直前の7月に登録を抹消された。

## 詳細情報

### 背番号
- 2 (2019年 - )

## 代表歴

### 日本代表U-19
- ユースアジア選手権 (2014年)